# Catherine A. Paris
Catherine "Cathy" A. Paris (1962) es una taxónoma, y pteridóloga estadounidense, realizando investigaciones en Sistemática Vegetal y Evolución del UVM.

## Biografía
En 1991, obtuvo su Ph.D., por la Universidad de Vermont. Es investigadora del Grupo de Sistemática de Plantas en la UVM, estudiando filogeografía de especies botánicas raras, alrededor de Vermont y del lago Champlain, y que son comunes en las dunas de arena de la Costa Atlántica. Actualmente termina la taxonomía y biogeografía de Ammophila breviligulata subsp. champlainensis y sobre la historia migratoria de Lathyrus japonicus. Y paralelamente con Hudsonia tomentosa. En su tesis estudió la divergencia genética y especiación en Adiantum pedatum (helechos culantrillo) complejas y del papel de los mecanismos de aislamiento geográficos y ecológicos en la promoción de la divergencia y especiación dentro de ella.

## Algunas publicaciones
- d.s. Barrington, c.a. Paris. 2008. Refugia and migration in the Quaternary history of the New England flora. Rhodora 109:369-386

- p.j. Walker, c.a. Paris, d.s. Barrington. 1998. Taxonomy and phylogeography of the North American beachgrasses. Amer. J. Bot. 85:

- s. Schmitz, c.a. Paris, d.s. Barrington. 1997. Assessment of genetic variation in beachpea (Lathyrus maritimus) populations on Lake Champlain, Vermont. Amer. J. Bot. 84:230

- b.a. Howard, c.a. Paris, d.s. Barrington. 1994. Electrophoretic evidence for allopolyploidy in the Asplenium trichomanes complex in eastern North America. Am. J. Bot. 81:130

- c.a. Paris. 1993. Adiantum (generic treatment). In Flora of North America 2. Ed. Flora of North America Committee. New York: Oxford Univ. Press

- ------------. 1991. Adiantum viridimontanum, a new species of maidenhair fern in eastern North America. Rhodora 93:105-122

- ------------, f.s. Wagner, w.h. Wagner, jr. 1989. Cryptic species, species delimitation, and taxonomic practice in the homosporous ferns. Amer. Fern J. 79:46-54

- ------------, m.d. Windham. 1988. A biosystematic investigation of the Adiantum pedatum complex in eastern North America. Syst. Bot. 13:240-255
- La abreviatura «C.A.Paris» se emplea para indicar a Catherine A. Paris como autoridad en la descripción y clasificación científica de los vegetales.[6]